# 충주 정토사지 홍법국사탑
충주 정토사지 홍법국사탑(忠州 淨土寺址 弘法國師塔)은 고려 시대에 만들어진 승탑이다. 신라 말·고려 초의 승려로 국사(國師)를 지낸 홍법(弘法)의 승탑이며, 탑호(塔號)는 실상(實相)이다. 1962년 12월 20일 대한민국의 국보 제102호로 지정되었다.

## 개요
고려 목종 때의 승려인 홍법국사의 탑으로, 충청북도 중원군(현 충주시)의 정토사 옛터에 있던 것을 1915년에 경복궁으로 옮겨 왔으며, 현재는 국립중앙박물관에 소장되어 있다. 홍법국사는 통일신라 말부터 고려 초에 활약하였던 유명한 승려로서 당나라에서 수행하고 돌아와 선(禪)을 유행시켰으며, 고려 성종 때 대선사(大禪師)를 거쳐 목종 때 국사(國師)의 칭호를 받았다.
기단(基壇)은 네모난 바닥돌을 깐 후에 8각의 아래받침돌을 놓고, 그 위로 엎어놓은 연꽃무늬가 새겨진 높직한 괴임을 두어 가운데받침돌을 올린 후 다시 윗받침돌을 얹어 놓은 모습이다. 가운데받침돌에는 구름을 타고 있는 용이 섬세하게 조각되어 있고, 윗받침돌에는 아래와 대칭되는 솟은 연꽃무늬가 새겨져 있다.
이 탑에서 가장 특징적인 것은 탑신(塔身)의 몸돌로, 둥근 공모양을 하고 있다. 몸돌에는 공을 가로·세로로 묶은 듯한 십(十)자형의 무늬가 조각되어 있으며, 그 교차점에는 꽃무늬를 두어 장식하고 있다. 지붕돌은 별다른 장식은 없으나 여덟 곳의 모서리마다 꽃조각을 둔 것이 눈에 띄는데, 아쉽게도 대부분이 없어져 버렸다. 삿갓 모양으로 깊숙이 패인 지붕돌 밑면에는 비천상(飛天像)이 조각되어 있다.
전체적인 구성에서는 8각형을 기본으로 하는 신라의 탑형식을 잃지 않으면서 일부분에서 새로운 시도를 보여준 작품으로, 제작연대는 고려 현종 8년(1017)이다. 공모양의 몸돌로 인해 ‘알독’이라고 불리기도 한 이 탑은 새로운 기법을 보여주는 고려시대의 대표적인 탑으로, 섬세한 조각과 단조로운 무늬가 잘 조화되어 부드러운 느낌을 주고 있다.

## 현지 안내문
고려시대 고승인 홍법국사의 묘탑으로 높이는 2.55m이며 1017년(고려 현종 8년)에 조성된 것으로 추측된다. 원래 옥녀봉 아래 남사면에 있었으며, 1915년경 일본인들에 의해 국립중앙박물관(당시 조선총독부)으로 옮겨졌다. 원위치에는 현재도 지대석 등 석물이 남아 있으며 마을사람들은 이 묘탑을 '알독'으로 불렀다고 한다.
재료는 화강석으로 팔각원당의 기본형을 잃지 않으면서 부분적으로 변화를 가미한 작품이다. 8각의 지대석위에 복련석을 얹었고, 8각 중대석 각 면에는 고려시대 특유의 방형 안상 속에 운룡문을 섬세하게 조각하였다. 상대석은 단엽의 연화문 내부에 꽃문양이 장식되어 있다.
탑신은 이 부도에서 가장 특징있는 부분으로 원구형을 이루며, 2가닥의 양각선을 상하·좌우로 배치하여 단조로운 탑신에 변화를 주었다. 옥개석에는 8각 귀퉁이에 수막새처럼 생긴 귀꽃이 남아있다. 원구형 탑신부의 형태가 주목되는 작품이다.
하천리 주민들이 적극적인 환수운동을 벌였으나 뜻을 이루지 못하였으며 대신 실물 크기로 모형을 제작하여 2005년 12월 현재의 위치에 안치하였다.

## 사진

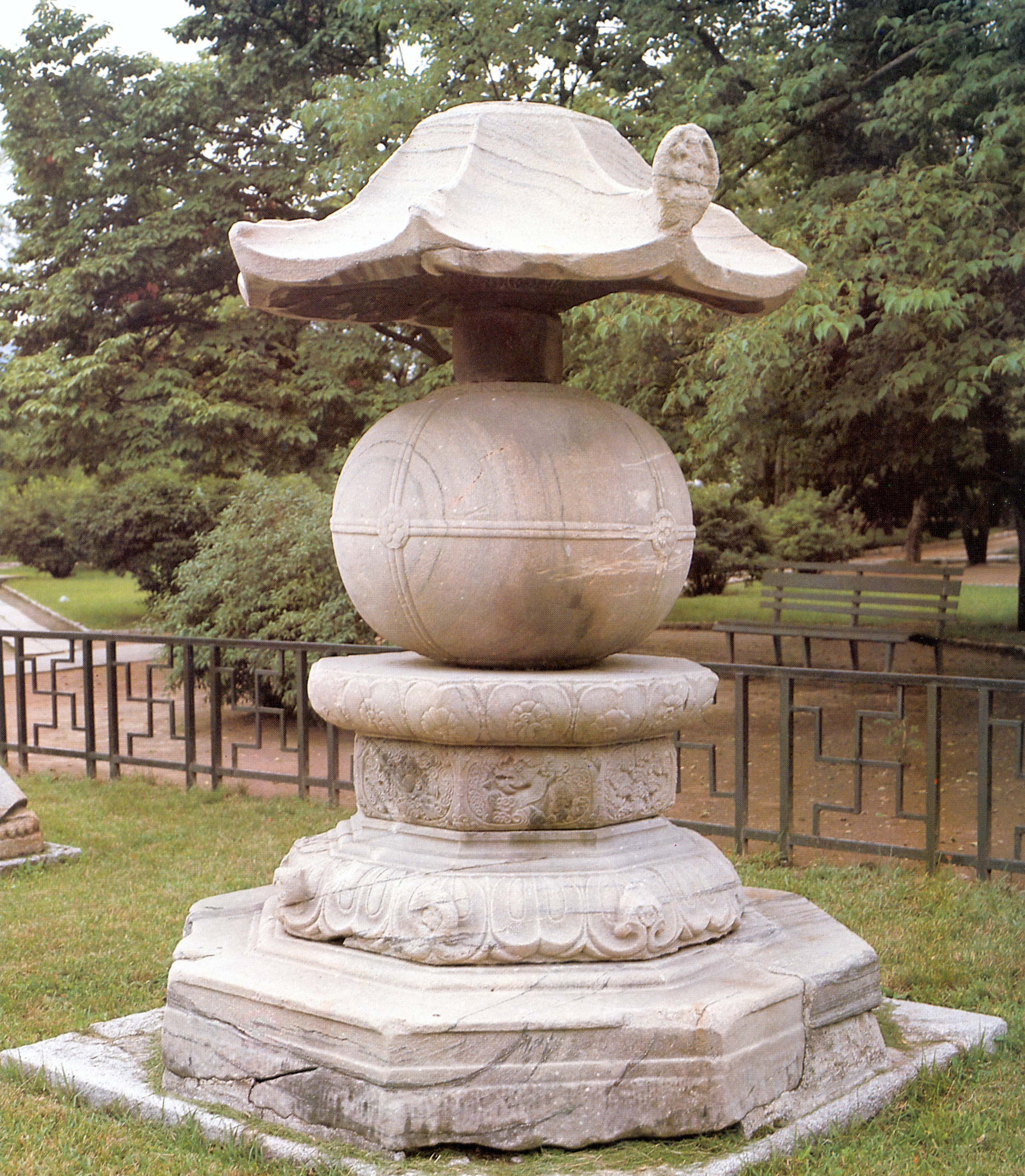
측면
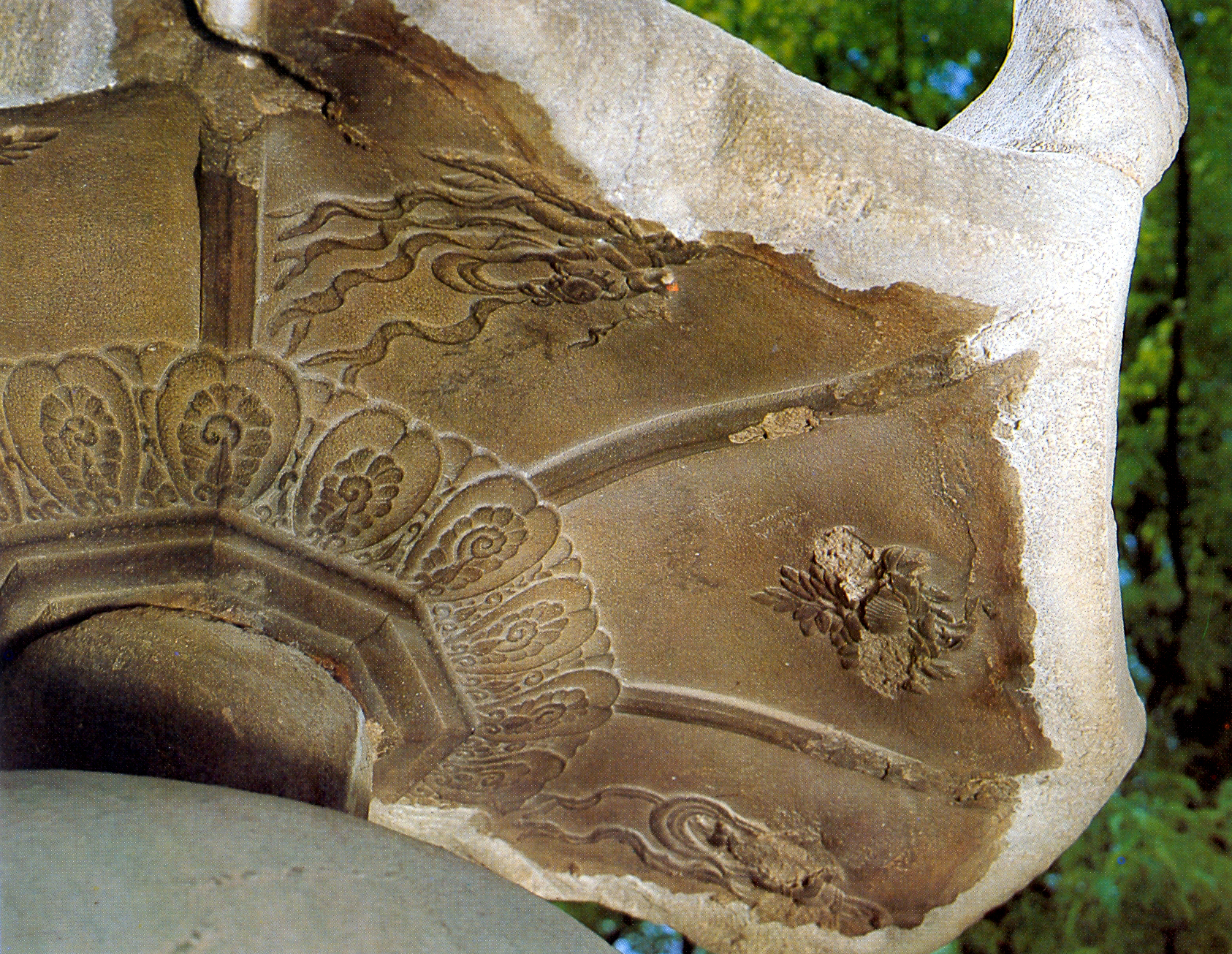
뚜껑돌 아래의 조각
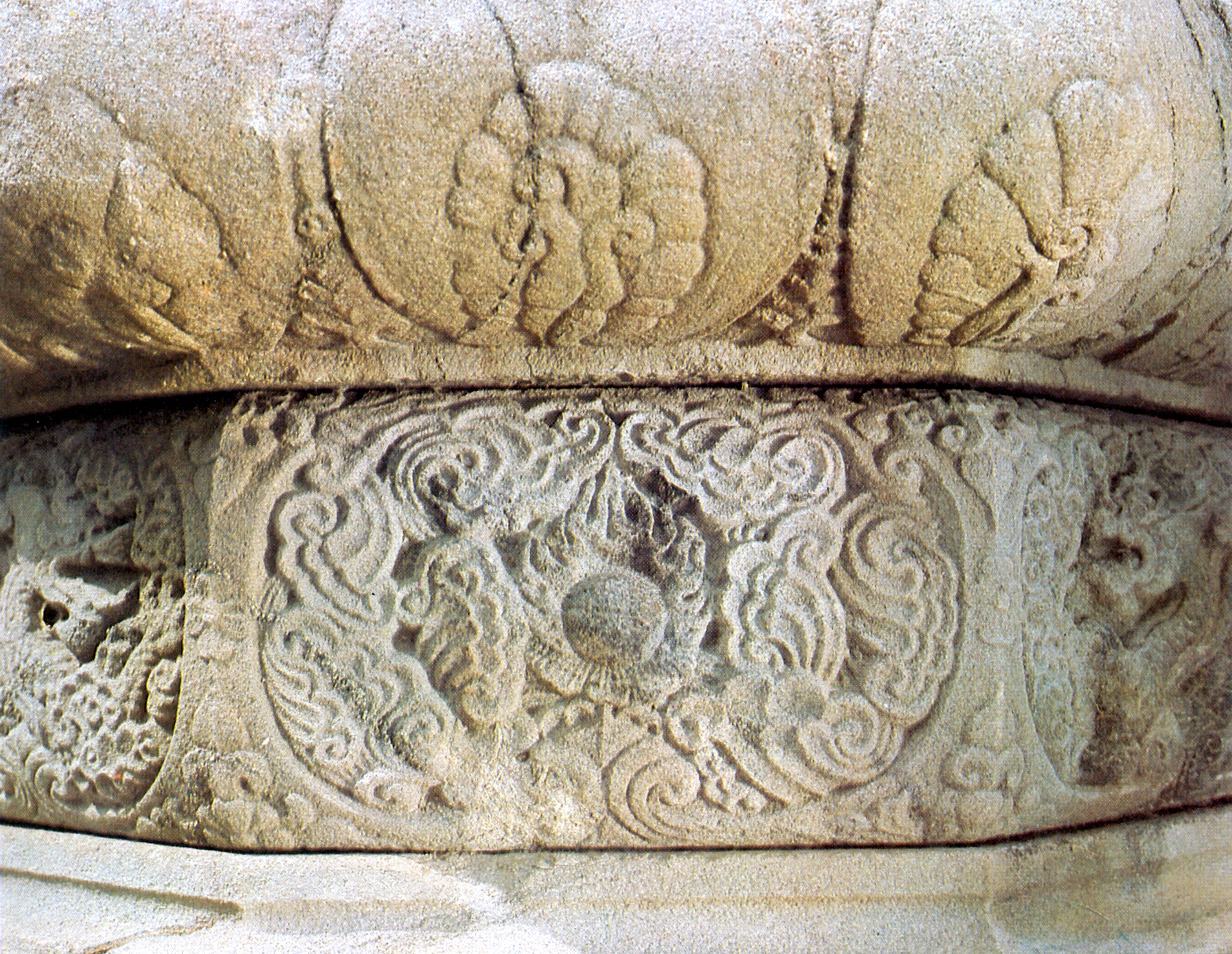
기단 중대석의 조각 세부

## 같이 보기
- 충주 정토사지 홍법국사탑비 - 보물 제359호

## 참고 자료
- 충주 정토사지 홍법국사탑 - 국가유산청 국가유산포털